# Nico Fidenco
Nico Fidenco, nom de scène de Domenico Colarossi, né le 24 janvier 1933 à Rome (Italie) et mort le 19 novembre 2022 dans la même ville, est un auteur-compositeur-interprète italien. 

## Biographie
Nico Fidenco a gagné en popularité en 1960, en interprétant la chanson Su nel cielo, tirée de la bande sonore du film I delfini de Francesco Maselli.
Autodidacte, Nico Fidenco interprète des versions de chansons de bande-son de films pour le marché italien. Son intérêt pour le cinéma l'a amené à être un compositeur prolifique.

## Discographie

### 45 tours, singles
- 1960 What a Sky/Su nel cielo, RCA Italiana, N 1109
- 1961 Trust Me/Just that Same Old Line  RCA Italiana PM 1122
- 1961 Non è vero/Una voce d'angelo  RCA Italiana PM 1127
- 1961 Il mondo di Suzie Wong/Tornerai... Suzie  RCA Italiana PM 1144
- 1961 Ghinza Street/Ghinza Street (instrumental)  RCA Italiana PM 1155
- 1961 Legata a un granello di sabbia/Ridi, ridi  RCA Italiana PM 1166
- 1961 Exodus/Come nasce un amore  RCA Serie Europa PM 3000
- 1962 Little Grain of Sand/Ridi, ridi  RCA Italiana PM 3033
- 1962 La scala di seta/Tra le piume di una rondine  RCA Serie Europa PM 3042
- 1962 Colazione da Tiffany (Moon River)/Audrey  RCA Victor PM 3044
- 1962 Lasciami il tuo sorriso/C'è una leggenda  RCA Victor Serie Europa PM 3099
- 1963 Tutta la gente/Lejos me voy  RCA Italiana PM 3133
- 1963 Una donna nel mondo/Perché non piango più  RCA Italiana PM 3167
- 1963 Tutta la gente/Mondo meraviglioso  RCA Italiana PM 3169
- 1963 Se mi perderai/Goccia di mare  RCA Italiana PM 3199
- 1964 Cleopatra/Non mi chiedi mai  RCA Italiana PM 3222
- 1964 Hud/Ciò che rimane alla fine di un amore  RCA Italiana PM 3224
- 1964 Con te sulla spiaggia/Mi devi credere RCA Italiana PM 3255
- 1965 A casa d'Irene/Ma dai RCA Italiana PM 3299
- 1965 L'uomo che non sapeva amare/Tu non sei l'altra  RCA Italiana PM 3311
- 1965 La voglia di ballare/Celestina RCA Italiana PM 3314
- 1966 Jean Harlow la donna che non sapeva amare/Luna malinconica (Blue Moon)  RCA Italiana PM 3328
- 1966 Lord Jim/Diciamoci ciao  RCA Italiana PM 3338
- 1966 All'ombra di una Colt/Finché il mondo sarà  RCA Italiana PM 3340
- 1966 Cammina cammina/Non scherzare con il fuoco  RCA Italiana PM 3356
- 1966 Che cos'è l'amore/File di automobili  RCA Italiana PM 3365
- 1966 Corri/Guantanamera RCA Italiana PM 3373
- 1967 Ma piano (per non svegliarmi/Una telefonata) Parade PRC 5025
- 1967 Cara felicità/Siamo stati innamorati Parade PRC 5034
- 1967 Qualche stupido « ti amo »(somethin'stupid)/E venne la notte Parade PRC 5040 - chantée avec Fulvia
- 1967 Ci vediamo stasera/La ballata del treno Parade PRC 5049
- 1968 Va ragazzo/Legata a un granello di sabbia RCA Italiana PM 3470
- 1968 La morale della favola/Sonia Fonit SPF 31225
- 1969 Oramai sto con lei/Ti ricordi  RCA Italiana PM 3484
- 1970 Tu ed io...io e te/Quando il treno partirà Ri-Fi, RPN NP 16419
- 1971 Nun è straniero/Il colore dell'addio, Ri-Fi, RNP NP 16452
- 1971 Una stagione all'inferno/Il colore dell'addio, Ri-Fi], RPN NP 16454
- 1976 Nina/Balla con me...dai - Super five record, SFR 9201
- 1979 Don Chuck castoro/Pierino a quadretti (avec I castorini) - Meeting Music/CLS - MMC 101
- 1979 Don Chuck story/Zawa zawa - Meeting Music/CLS - MMC 117
- 1980 Arnold/Ma le gambe - Flash Cinema TV/RCA - ZBFH 7202
- 1980 Fantasupermega/Godzilla - Gudzuki - Godzilla] (avec  Il coro dei bambini di Renata Cortiglioni) - CBS - CBS 8506
- 1981 Stardust/Ciao Brasile! - Warner Music  - T 18855
- 1981 Jeremy and Jenny destra-sinistra/Bem - WEA -  T 18856
- 1982 Hela/Microsuperman - Traccia/Fonit-Cetra - TRS 1016
- 1982 Cyborg i nove supermagnifici/Chappy (I Cavalieri del Re) - RCA Original cast - BB 6605
- 1982 Sam, il ragazzo del west/Mimì e la nazionale di pallavolo (Giorgia Lepore) -  RCA Original cast - BB 6622
- 1989  Direzione vietata/sogno una sola città - Iperspazio -IPN 892

### EP
- 1961,Exodus (Nico Fidenco album), RCA Italiana EPA 30 - 401.

### Albums
- 1961 Nico Fidenco (album) RCA Serie Europa PML 10131
- 1963 Per noi due RCA Italiana PML 10366
- 1963 Successi da Cinelandia RCA Italiana APLM 10390
- 1964 Musica per innamorati RCA Italiana APML 10399
- 1964 La bella musica italiana RCA Italiana QKAP 11742
- 1965 Nico Fidenco Show RCA Italiana Special S 5
- 1973 La mia estate con Cinzia - Ri-Fi - RFL ST 14046
- 1977 Gli anni d'oro di Nico Fidenco - RCA Lineatre/RCA - NL 33043
- 1981 La mia mania - WEA T 58416
- 1984 Super4 - Siglaquattro/RCA - SIG 1021 (avec Jimmy Fontana, Gianni Meccia et Riccardo Del Turco)
- 1992 Ieri e oggi  - Centotre  MFLP 021
- 1994 - TiVulandia - volume 1 - RCA Original Cast/BMG - 74321-21094-2
- 1994 - TiVulandia - volume 2 - RCA Original Cast/BMG - 74321-21095-2
- 1996 - Legata a un granello di sabbia - Supermusic/Duck Records
- 2002 - Nico Fidenco - I grandi successi originali
- 2003 - TiVulandia - volume 4 - RCA/BMG Italia - 82876538582

## Filmographie
- 1961 : Pesci d'oro e bikini d'argento de Carlo Veo
- 1963 : Un marito in condominio d'Angelo Dorigo
- 1965 : Un mercenaire reste à tuer (All'ombra di una colt) de Giovanni Grimaldi
- 1966 : Mission secrète pour Lemmy Logan de Giorgio Stegani
- 1968 : El Che Guevara de Paolo Heusch
- 1968 : Los machos (Uno di più all'inferno) de Giovanni Fago
- 1971 : Son nom est Pote (Il suo nome era Pot... ma... lo chiamavano Allegria) de Lucio Giachin et Demofilo Fidani
- 1973 : La principessa sul pisello, de Piero Regnoli